# Emmanuelle Bayamack-Tam

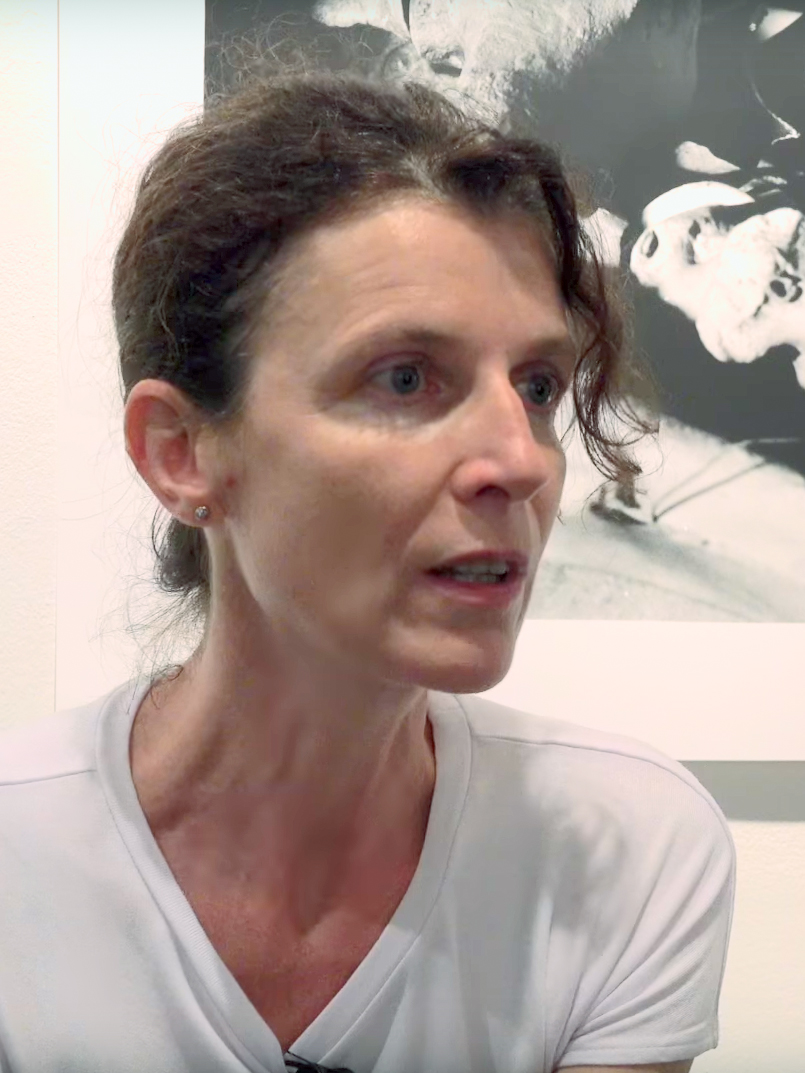
Emmanuelle Bayamack-Tam (2018)

Emmanuelle Bayamack-Tam (* 16. März 1966 in Marseille, Département Bouches-du-Rhône, Frankreich) ist eine französische Schriftstellerin und Dramatikerin.

## Leben
Bayamack-Tam arbeitet als Lehrerin für Moderne Literatur im Département Seine-Saint-Denis bei Paris. Sie ist eine der Gründungsmitglieder der Gesellschaft Autres et Pareils und gehört mit J.-M-Gleize und Olivier Domerg zur Leitung des Verlags Éditions Contre-Pieds. 2002 war sie Mitherausgeberin der Anti-annales de philosophie.
Sie lebt in Paris.

## Auszeichnungen (Auswahl)
- 2022: Prix Médicis für La Treizième Heure

## Veröffentlichungen (Auswahl)
- 6P. 4A. 2A., Novellen. Éditions Contre-Pieds, Martigues 1994
- Rai-de-coeur. P.O.L, Paris 1996, ISBN 2-86744-505-1
- Tout ce qui brille. P.O.L, Paris 1997, ISBN 2-86744-575-2
- Pauvres morts. P.O.L, Paris 2000, ISBN 2-86744-746-1
  - Guten Morgen ihr Toten. Roman. Übers. Ulla Biesenkamp. Edition Eberbach, Berlin 2002, ISBN 3-934703-38-0
- Hymen. P.O.L, Paris 2002, ISBN 2-86744-927-8.
- Le Triomphe. P.O.L, Paris 2005, ISBN 2-84682-116-X
- Une fille du feu. P.O.L, Paris 2008, ISBN 978-2-84682-272-5
- La Princesse de... P.O.L, Paris 2010, ISBN 978-2-8180-0005-2
  - Die Prinzessin von .. Roman. [Übers.: Christian Ruzicska]. Secession Verlag für Literatur, Berlin 2011, ISBN 978-3-905951-07-3
- Mon père m'a donné un mari. Theaterstück. P.O.L, Paris 2013, ISBN 978-2-8180-1749-4
- Si tout n'a pas péri avec mon innocence. Roman. P.O.L, Paris 2013, ISBN 978-2-8180-1746-3
  - Wenn mit meiner Unschuld nicht alles vor die Hunde ging. Roman. Übers. Christian Ruzicska, Paul Sourzac. Secession Verlag für Literatur, Berlin 2014, ISBN 978-3-905951-29-5.[1]
- Je viens. P.O.L Folio, Paris 2016
  - Ich komme. Übers. Christian Ruzicska. Secession Verlag für Literatur, Zürich 2017
- Les Garçons de l’été. P.O.L, Paris 2017
  - Sommerjungs. Übers. Christian Ruzicska. Secession Verlag für Literatur, Zürich 2022, ISBN 978-3-907336-17-5
- Arcadie. P.O.L, Paris 2018
  - Arkadien Übers. Patricia Klobusiczky. Secession Verlag für Literatur, Zürich 2020, ISBN 978-3-906910-80-2
- La Treizième Heure. P.O.L, Paris 2022